# NGC 5198
NGC 5198 (również PGC 47441 lub UGC 8499) – galaktyka eliptyczna (E1), znajdująca się w gwiazdozbiorze Psów Gończych. Odkrył ją William Herschel 12 maja 1787 roku.